# 理查德·库克林斯基
理查德·耶日·库克林斯基（波蘭語：Ryszard Jerzy Kukliński；1930年6月13日—2004年2月11日），波兰军官，军衔上校，冷战时期北约间谍。曾担任波兰总参谋部作战部副部长、国防部机关党委委员。库克林斯基曾为波兰军队领导人雅鲁泽尔斯基起草稿件，雅鲁泽尔斯基看到稿件前，美国中情局局长就已经看到稿件。库克林斯基在参与越南停战委员会工作时被中情局招募为间谍，十多年中从波兰军队和华沙条约组织中获得大量高级军事机密。1981年波兰实行军事管制前，库克林斯基已将相关信息透露给美国。11月7日，库克林斯基在参与完苏联驻波兰大使馆庆祝活动后，乘乱乘坐美国大使馆车辆协同家人经德国柏林逃亡美国。